# Dirceu Lopes
Dirceu Lopes (Pedro Leopoldo, 3 september 1946) is een voormalig Braziliaans voetballer, hij speelde bijna zijn gehele carrière voor topclub Cruzeiro.

## Biografie
Dirceu speelde een groot deel van zijn carrière bij Cruzeiro en vormde er samen met Tostão een sterk aanvalsduo, vergelijkbaar met Pelé en Coutinho bij Santos of Gérson en Jairzinho bij Botafogo. In 1966 won hij met Cruzeiro de landstitel tegen Santos en scoorde in de heenwedstrijd een hattrick. In 1971 was hij de eerste speler die de gouden bal kreeg voor beste speler in de Braziliaanse competitie. 